# Parafia św. Jana Chrzciciela w Leśnej
Parafia pw. Świętego Jana Chrzciciela w Leśnej – parafia rzymskokatolicka w dekanacie leśniańskim w diecezji legnickiej. Jej proboszczem jest ks. Grzegorz Niwczyk. Obsługiwana przez księży diecezjalnych. Erygowana 1 stycznia 1854 roku.